# La Última Cena (Cranach)
La Última Cena de Dessau (en alemán: Dessauer Abendmahl) es la pintura epitafio del príncipe Joaquín I de Anhalt-Dessau (1509-1561) en la Iglesia de San Juan en Dessau-Roßlau. Fue pintado por Lucas Cranach el Joven (1515-1586) en 1565.

## Descripción
El motivo del cuadro de aproximadamente 2,50 × 2,00 metros es la Última Cena de Jesús, con los reformadores más importantes de Alemania Central, incluidos Martín Lutero y Felipe Melanchthon, y varios miembros de la casa principesca de Anhalt retratados como los apóstoles, sentados alrededor de la mesa puesta ante Jesús. El difunto príncipe Joaquín está arrodillado en primer plano a la izquierda, un copero está entregando bebidas a la derecha en primer plano. Una sala cerrada decorada con artesonado, artesonado, vanos de ventana en forma de cesta, etc. sirve de escenario, lo que permite un fuerte énfasis en la perspectiva espacial. Hay varios personajes secundarios en el fondo de la habitación.
En el centro de la imagen y enfatizado por la simetría de la composición de la imagen, así como por la columna que corre hacia él, Cristo se sienta en el círculo de sus seguidores en la mesa de comunión puesta. A la izquierda de Cristo está el príncipe Jorge III de Anhalt-Dessau, bajo el cual Dessau se convirtió en un sitio importante para la difusión de la Reforma Luterana. Le siguen a la izquierda los reformadores Martín Lutero, Justus Jonas, Johannes Bugenhagen y Kaspar Cruciger. Sentados a la derecha de Cristo están Philipp Melanchthon, Johann Forster, Johann Pfeffinger, Bartholomäus Bernhardi y Georg Major.
El cuadro destaca el papel de Melanchthon, sentado justo al lado de Cristo, mientras que Lutero aparece únicamente en la segunda fila. El adversario de Melanchton, Flacio Illirico, puede identificarse, en el aislado Judas Iscariote, que tiene una bolsa, ubicado frente a Melanchthon.
El copero representado en el cuadro se interpreta como un autorretrato de Lucas Cranach el Joven porque su anillo de sello, que lleva en el dedo índice de la mano izquierda, muestra la serpiente alada que adorna el escudo de la familia de pintores y actuó como su firma. La imagen está nuevamente firmada con un sello de serpiente y tiene la fecha de 1565 en la parte inferior derecha.
No está claro quién queda frente al copero, por la similitud del retrato, o bien se trata de un miembro de la familia principesca, quien, sin embargo, también podría ser identificado como el humanista Georg Helt († 1545) basado en la referencia visual que enseñaron el Príncipe George y Joachim.
Las personas en el fondo a la izquierda de la pared son los cinco príncipes de Anhalt: Wolfgang, Juan V, Carlos, Joaquín Ernesto y Bernardo. Los sirvientes en el arco en la parte posterior derecha se pueden identificar plausiblemente como los principales sirvientes del difunto príncipe Joaquín: el canciller Johann Ripsch como el cocinero y Rat Hans von Heinitz como el mayordomo.

## Procedencia
El epitafio del príncipe Joaquín de Dessau (1509-1561) fue donado por sus sobrinos, los príncipes Joaquín Ernesto y Bernardo.
El cuadro estuvo originalmente en la Residenzkirche St. Marien, hoy se exhibe en la Iglesia de San Juan (la parroquia evangélica de St. Juan y St. Maria en Dessau). En la iglesia de St. Agnus en Köthen se puede encontrar una copia de taller contemporánea del epitafio.